# Pseudorhipsalis
Pseudorhipsalis é um gênero botânico da família cactaceae.

## Espécies
- Pseudorhipsalis alata
- Pseudorhipsalis micrantha
- Pseudorhipsalis ramulosa
- etc.Referências

1. ↑  «Pseudorhipsalis — The Plant List». www.theplantlist.org (em inglês). Consultado em 1 de maio de 2018